# Cardiolipină
Cardiolipina (CL) este o glicerofosfolipidă și componentă importantă a membranei mitocondriale interne, unde constituie aproximativ 20% din compoziția totală a lipidelor. De asemenea, se găsește în membranele majorității bacteriilor. Denumirea sa provine de la faptul că a fost identificată pentru prima dată în inimile animalelor. A fost izolată pentru prima dată din inima de vită la începutul anilor 1940 de către Mary C. Pangborn. În celulele mamiferelor, dar și în cele vegetale, cardiolipina se găsește aproape exclusiv în membrana mitocondrială internă, unde este esențială pentru funcționarea optimă a numeroase enzime implicate în metabolismul energetic mitocondrial.